# Ostéotomie frontofaciale
L'ostéotomie frontofaciale (synonymes : avancement frontofacial, avancement monobloc, faciocraniosynostose, Le Fort IV) vise à traiter les cas graves de craniosynostose en avançant à la fois le front et la position des orbites.  Toutefois, c'est une procédure à risque qui peut entraîner la cécité dans certains cas,. Cette opération a été proposée pour la première fois par le docteur Fernando Ortiz-Monasterio en 1978.